# Hydrangea longifolia
Hydrangea longifolia là một loài thực vật có hoa trong họ Tú cầu. Loài này được Hayata mô tả khoa học đầu tiên năm 1908.